# Choanozoa
Zu der Gruppe der Choanozoa gehören alle vielzelligen Tiere (Metazoa) und ihre nächsten Verwandten, die Kragengeißeltierchen (Choanoflagellata). Es zählen sämtliche Lebensformen dazu, die den Zelltyp der Kragengeißelzelle (Choanocyt) ausbilden oder deren Vorfahren wahrscheinlich einmal diesen Zelltyp ausgebildet haben.
Bei den Kragengeißeltierchen handelt es sich um mikroskopisch kleine Eukaryoten, die praktisch immer wie Kragengeißelzellen aussehen. Die meiste Zeit über bestehen die einzelligen Organismen und wenigzelligen Zellkolonien aus solchen Zellen. Unter heutigen Tieren werden Kragengeißelzellen nur noch bei den Schwämmen (Porifera) vorgefunden, bei allen anderen gingen sie verloren. Die übrigen Tiere haben heutzutage also keine Kragengeißelzellen mehr. Stattdessen besitzen viele von ihnen immer noch recht ähnliche Zelltypen.
Die Stammesgeschichte der Choanozoa reicht vermutlich fast eine Milliarde Jahre zurück. Sie begann mit der Evolution der Kragengeißelzellen. Für die ersten paar hundert Millionen Jahre dieser Stammesgeschichte wurden bisher allerdings keine oder lediglich umstrittene fossile Belege erbracht.

## Begriff

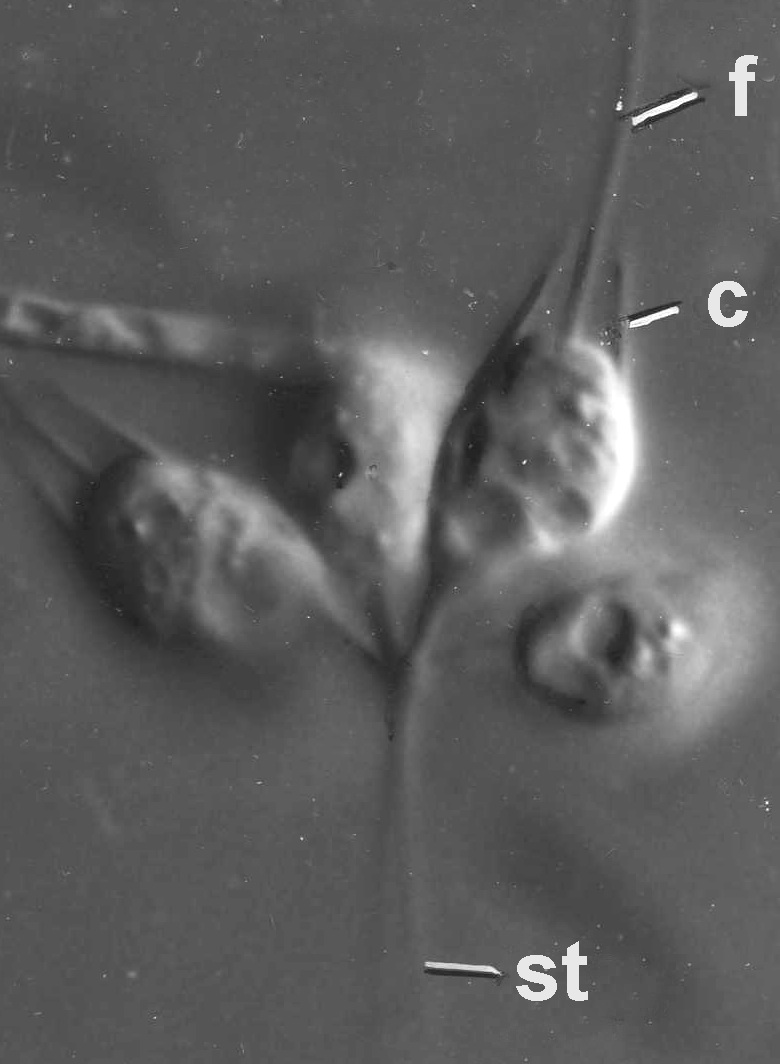
Wahrscheinlich das erste entdeckte Kragengeißeltierchen: Codosiga botrytis.
st = Stiel
c = Kragen
f = Geißel

Im Jahr 1765 veröffentlichte der britische Naturforscher John Ellis eine Untersuchung an Schwämmen. Ihm fiel auf, dass sie einen Nahrungsstrom auf aktive Weise erzeugten und dabei den Bereich um ihre zentrale Ausstromöffnung (Osculum) selbstständig bewegten. Damit lieferte Ellis’ Veröffentlichung zwei Belege, um Schwämme gut begründet in die Gruppe der Tiere zu ordnen. Der deutsche Naturforscher Christian Gottfried Ehrenberg beschrieb im Jahr 1831 mit dem „vielköpfigen Säulenglöckchen“ einen Mikroorganismus, der mit einiger Wahrscheinlichkeit heute der Art Codosiga botrytis zugeordnet wird. Somit hatte Ehrenberg die Kragengeißeltierchen entdeckt. Eine erste eindeutige Abbildung folgte zwar erst über zwei Jahrzehnte später durch den deutschen Botaniker Georg Fresenius, doch bereits kurz nach Ehrenbergs Veröffentlichung erkannte der französische Naturforscher Félix Dujardin die große Ähnlichkeit zwischen diesen Organismen und bestimmten Zellen von Schwämmen. Er taufte jene Zellen Choanocyten. Mit Choanoflagellaten und Choanocyten beschäftigte sich etwas später auch der US-amerikanische Biologe Henry James Clark. Er war der Erste, der sich für eine verwandtschaftliche Beziehung zwischen Kragengeißeltierchen und Schwämmen aussprach. Sieben Jahre danach stellte schließlich der britische Biologe Thomas Henry Huxley die Porifera einerseits an die Basis der Metazoa und andererseits gleichzeitig allen übrigen Tieren gegenüber.
Schon im letzten Drittel des 19. Jahrhunderts war bekannt, dass die Schwämme einfach gebaute Tiere darstellen und dass sie mit den Kragengeißeltierchen wahrscheinlich in enger verwandtschaftlicher Beziehung stehen. Demzufolge waren bereits die Voraussetzungen gegeben, um Tiere und Kragengeißeltierchen als eine gemeinsame geschlossene Abstammungsgemeinschaft anzusehen. Diese Gemeinschaft erhielt jedoch für über einhundertzwanzig Jahre keinen eigenen Namen. Darüber hinaus wurden seit dem Beginn der Phylogenomik beständig weitere Belege geliefert, die für ein Monophylum aus Choanoflagellata und Metazoa sprachen.
Um dieses Monophylum zu benennen, wurde versuchsweise vorgeschlagen, die Kragengeißeltierchen schlicht ebenfalls als Tiere anzusehen. Daraus hätte eine Gruppe namens „Animalia“ resultiert, die in sich Choanoflagellata und Metazoa gesammelt hätte. Diese Möglichkeit fand keine weite Verbreitung. Denn das Wort Animalia hatte sich längst mit einer anderen Wortbedeutung etabliert, es wird als Synonym für das Wort Metazoa benutzt. Sehr häufig blieb das Monophylum schlicht namenlos. Nur gelegentlich wurden weitere Namensvorschläge unterbreitet, die „Choanimal“ und „Apoikozoa“ hießen. Beide setzten sich nicht durch. Im Jahr 2017 brachten die US-amerikanischen Biologen Thibaud Brunet und Nicole King das Wort „Choanozoa“ als neue Bezeichnung für die Klade aus Kragengeißeltierchen und Tieren ein. Es war zwar schon einmal acht Jahre vorher mit der genau gleichen Wortbedeutung in einer Abbildung aufgetaucht, hatte damals jedoch keine weitere Aufmerksamkeit erfahren. Außerdem war „Choanozoa“ in den Jahren 1981 und 1983 von dem britischen Evolutionsbiologen Thomas Cavalier-Smith als eine Benennung für einen Stamm vorgeschlagen worden, der ausschließlich die Kragengeißeltierchen umfasst hätte. Dadurch war die Bezeichnung seit den 1980ern längst zu einem weitgehenden Synonym für das Wort Choanoflagellata geworden. Im Wortsinn von Cavalier-Smith wurde „Choanozoa“ bis in die 2000er Jahre verwendet. Dann stellten Thibaut Brunet und Nicole King ihre neue Bedeutung des Begriffs vor. Sie argumentierten außerdem, dass „Choanozoa“ in der Verwendung von Cavalier-Smith ein Paraphylum beschreiben würde. Denn die Bezeichnung hätte in ihrer damals aktuellsten Fassung aus dem Jahr 2008 noch zwei weitere Einzeller-Gruppen einbezogen, die Ichthyosporea und die Filasterea. Die revidierte Klassifikation der Eukaryoten aus dem Jahr 2019 griff den Nomenklatur-Vorschlag von Thibaud Brunet und Nicole King auf. Ihr zufolge trägt die monophyletische Gruppe aus Kragengeißeltierchen (Choanoflagellata) und Tieren (Metazoa) nun den Namen Choanozoa.

## Merkmal
Das zelluläre Merkmal der Choanozoa besteht in der Kragengeißelzelle. Es wird häufig als ein gemeinsames abgeleitetes Merkmal (Autapomorphie) angesehen. Die Zelle trägt an einem Zellpol eine einzige Geißel. Sie ist umgeben von dem namensgebenden „Kragen“ – einem Kranz aus Stereovilli, die zwischen sich einen feinen Vorhang aus Schleim aufspannen. Das Zusammenspiel von Geißel und Kragen dient der filtrierenden Ernährung. Die schlagende Geißel erzeugt einen Wasserstrom. Das zuströmende Wasser tritt durch den Schleimvorhang. Im Wasser befindliche Nahrungspartikel werden vom Schleim aufgehalten, anschließend durch Scheinfüßchen (Filopodien) eingefangen und daraufhin mittels Endozytose von der Kragengeißelzelle aufgenommen.

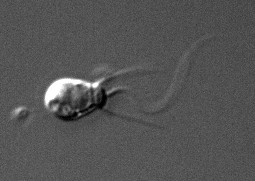
Einzelne Zelle der Art Salpingoeca rosetta.

Kragengeißeltierchen sind aus einer Kragengeißelzelle aufgebaut, daneben gibt es auch kleine Zellkolonien aus mehreren Kragengeißeltierchen. Im Gegensatz zu den Kragengeißeltierchen bestehen Tiere aus vielen Zellen. Unter ihnen besitzen die Schwämme die Choanocyten als einen von mehreren Zelltypen. Bei den übrigen Tieren erfuhren die Kragengeißelzellen wahrscheinlich verschiedene Abwandlungen oder gingen im Verlauf der Evolution gänzlich verloren.
Häufig wird davon ausgegangen, dass die Kragengeißelzelle vom letzten gemeinsamen Vorfahren aller heutigen Choanozoa entwickelt worden ist. Das würde heißen, dass die Kragengeißelzellen der Kragengeißeltierchen und die Kragengeißelzellen der Schwämme miteinander homolog sind. Trotz aller großen Ähnlichkeiten besitzen beide Zelltypen aber auch eine ganze Reihe feiner Unterschiede. Solche Verschiedenheiten können Gründe liefern, um die Übereinstimmung (Homologie) der Zelltypen für weniger überzeugend zu halten. Vielleicht konnten sich die beiden Kragengeißelzellen auch unabhängig voneinander konvergent entwickeln.

## Systematik
|  | Craspedida   |
|  |              |
|  | Acanthoecida |
|  |              |

|  | Porifera     |
|  |              |
|  | Epitheliozoa |
|  |              |

|  | Craspedida   |
|  |              |
|  | Acanthoecida |
|  |              |

|  | Porifera     |
|  |              |
|  | Epitheliozoa |
|  |              |

|  | Craspedida   |
|  |              |
|  | Acanthoecida |
|  |              |

|  | Porifera     |
|  |              |
|  | Epitheliozoa |
|  |              |

|  | Craspedida   |
|  |              |
|  | Acanthoecida |
|  |              |

|  | Porifera     |
|  |              |
|  | Epitheliozoa |
|  |              |

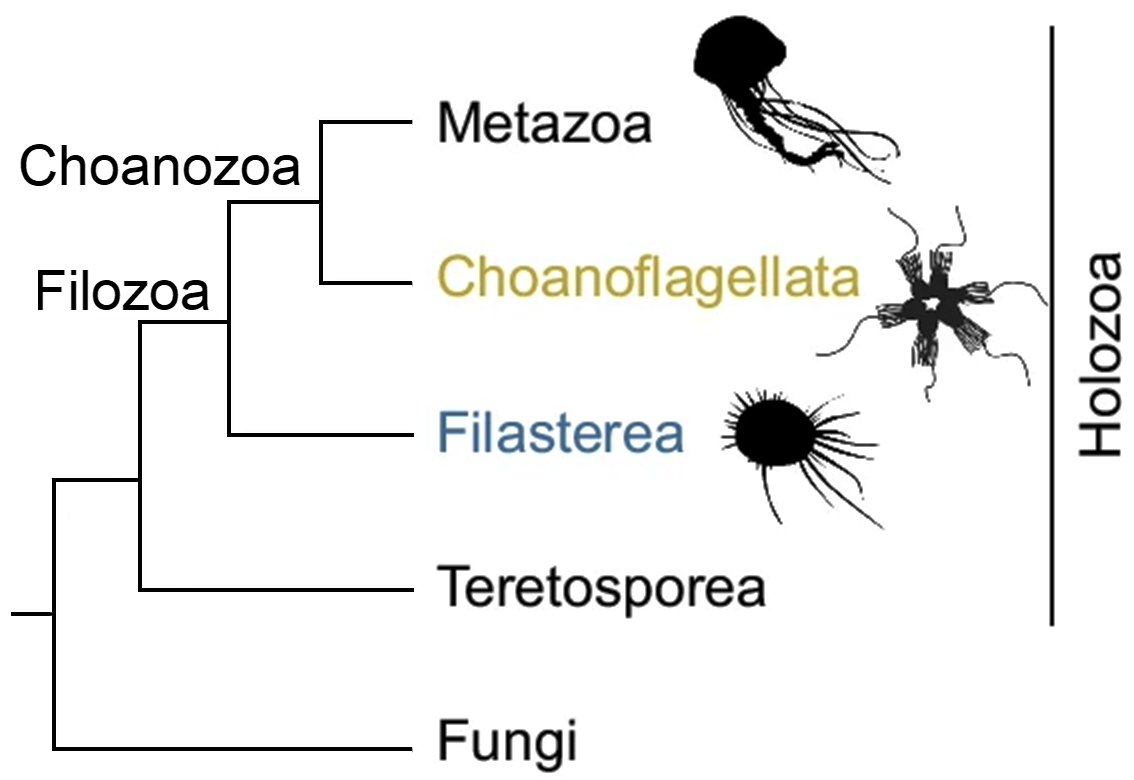

Gemäß phylogenomischer Studien besteht die Verwandtschaft der Choanozoa aus Einzellern von sehr vielgestaltigem Aussehen. Das Schwestertaxon stellen die Gruppe der Filasterea. Mit ihnen bilden sie die Abstammungsgemeinschaft der Filozoa. Die Filozoa werden mit den Teretosporea zusammengefasst zu den Holozoa. Zu den Teretosporea gehören wiederum die häufig parasitisch lebenden Ichthyosporea und die Pluriformea (synonym Corallochytrea). Von der letztgenannten Gruppe wurden bisher (Stand 2017) nur ein mariner Einzeller der Gattung Corallochytrium und ein limnischer Einzeller der Gattung Syssomonas entdeckt. Diese aktuelle Systematik ersetzt eine etwas ältere und konkurrierende Hypothese, nach der die Pluriformea nicht als Teil der Teretosporea aufgefasst werden, sondern als Schwestertaxon der Filozoa. Die Choanozoa selbst gliedern sich in Kragengeißeltierchen und Tiere. Jede der beiden Gruppen kann für sich wiederum zweigeteilt werden.

### Choanoflagellata
Choanoflagellaten der ersten Ordnung heißen Craspedida. Sie umhüllen ihre Zellen mit organischen Verbindungen, die meistens eine Theca formen. Wenige überziehen sich aber auch mit einem feinen Schleimfilm, der in ihrem Fall als Glykokalyx bezeichnet wird. Kragengeißeltierchen der zweiten Ordnung werden Acanthoecida genannt. Sie umgeben ihre Zellen mit einem Spangenkorb, der vor allem aus Siliciumdioxid aufgebaut wird und Lorica heißt. Kragengeißeltierchen bilden sowohl freischwimmende als auch sessile Formen und kommen als Einzelzellen oder in kleinen Zellkolonien vor. Ihre eiförmigen bis rundlichen Zellkörper haben wenige bis höchstens einige zehn Mikrometer Durchmesser. Sie gedeihen in den Meeren und im Brackwasser sowie in Süßgewässern einschließlich Bodenwässern und Aquiferen. Kragengeißeltierchen ernähren sich als Filtrierer von Bakterien und Viruspartikeln.

### Metazoa
Während Kragengeißeltierchen nur als Einzeller oder in winzigen Zellkolonien leben, entwickelten Tiere eine eigene Form von Vielzelligkeit. Ihre Körper bestehen aus vielen bis sehr vielen Zellen und immer aus mehreren differenzierten Zelltypen. Die Vielzelligkeit der Tiere stellt einen gänzlich eigenständigen evolutionären Weg dar und entstand konvergent zu den anderen Vielzelligkeiten der Pilze, Schleimpilze, Eipilze, Armleuchteralgen, Landpflanzen, Rotalgen und Braunalgen. Als ein Alleinstellungsmerkmal verfügen die Tiere über Gene, um Strukturproteine aus der Gruppe der Kollagene herzustellen. Sie werden häufig in Extrazellularräumen der vielzelligen Organismen verwendet. Die zwei Gruppen der Tiere umfassen wahrscheinlich einerseits die Schwämme (Porifera) und möglicherweise andererseits – aber das ist nicht unumstritten – die Gruppe der Epitheliozoa.
Die Zellverbände der Schwämme haben kaum Ähnlichkeiten mit den Geweben der übrigen Tiere. Allerdings kommunizieren ihre Zellen untereinander mit den Nervenbotenstoffen (Neurotransmittern) namens Acetylcholin, Glutaminsäure und γ-Aminobuttersäure. Außerdem enthalten die Zellleiber vom Zelltyp der Pinacocyten und von bestimmten weiteren Zellen, die manchmal nicht ganz zutreffend „Myozyten“ genannt werden, Mikrofilamente aus Actomyosin. Mit solchen fadenförmigen Protein-Strukturen vollführen die Zellen koordinierte Kontraktionsbewegungen. Bis auf wenige Ausnahmen ernähren sich Schwämme von Bakterien, die sie mit Hilfe der Kragengeißelzellen aus dem Wasser filtern.
Die Epitheliozoa differenzieren keine Choanocyten aus. Stattdessen finden sich bei vielen von ihnen bloß Zellen, die zumindest entfernt an Kragengeißelzellen erinnern. Alle Epitheliozoa differenzieren als gemeinsames Merkmal Deckgewebe (Epithelien). Die Deckgewebe-Zellen sind untereinander mit Hilfe von Desmosomen in sogenannten Adhärenzzonen (Zonulae Adhaerentes) fest verbunden. Die kragengeißelzell-ähnlichen Zellen sitzen in den Deckgeweben und erfüllen zum Beispiel sensorische Funktionen.
Trotz des Fehlens von Kragengeißelzellen gehören Epitheliozoa zu den Choanozoa. Denn dieses Taxon wird primär phylogenomisch bestimmt: Erstens werden die Kragengeißeltierchen mit den Tieren zusammengefasst zur Gruppe der Choanozoa. Dies geschieht wegen bestimmter Gemeinsamkeiten in ihren Genomen. Zweitens werden die Schwämme mit den Epitheliozoa zusammengefasst zur Gruppe der Tiere und das passiert ebenfalls vordringlich aufgrund gewisser genomischer Übereinstimmungen. Demzufolge gehören alle Tiere gleichzeitig auch zu den Choanozoa. Insgesamt weisen die Choanozoa untereinander größere genomische Ähnlichkeiten auf als mit allen anderen Lebensformen.

## Evolution
Die Evolution der Choanozoa ist ein Teil der Evolution der Tiere. Aus der Entwicklung stechen zwei Ereignisse besonders heraus. Das erste besteht in der Ausformung der charakteristischen Kragengeißelzellen (Choanozyten), das zweite in der Ausbildung der tierischen Variante einer Vielzelligkeit. Beide Ereignisse geschahen wahrscheinlich mit fragilen einzelligen Lebensformen beziehungsweise mit weichen und sehr wenigzelligen Organismen. Sie fanden möglicherweise schon vor mehr als 900 Millionen Jahren im unteren Proterozoikum statt und hinterließen anscheinend keine fossilen Spuren.

### Urchoanozoa

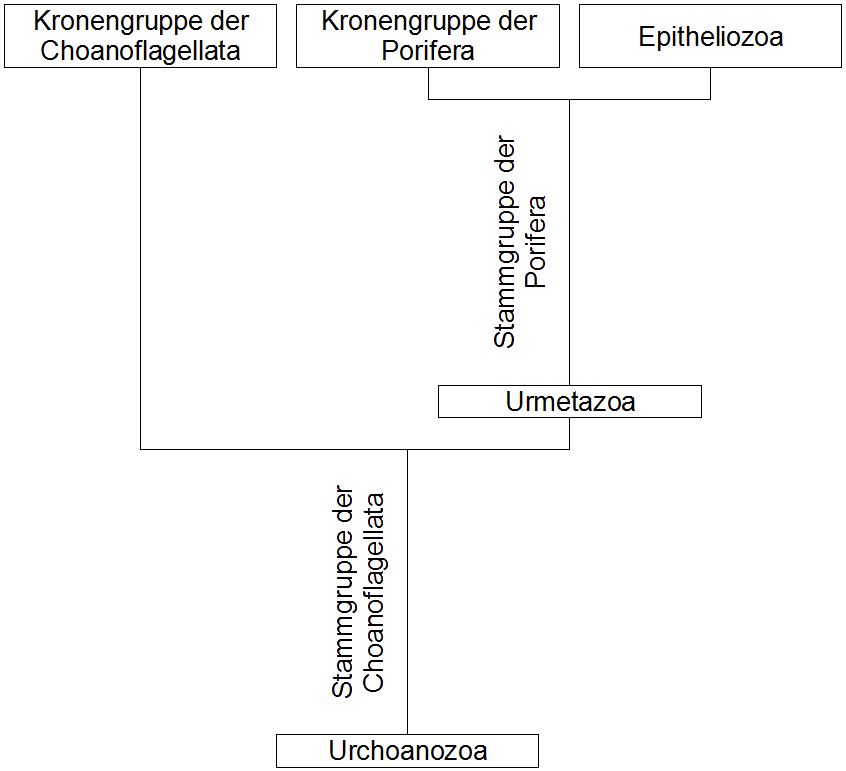
Möglicher Stammbaum der Choanozoa.

Falls die Kragengeißelzelle als gemeinsames ursprüngliches Merkmal aller Choanozoa angesehen wird, hätte die Evolution der Choanozoa mit der Entwicklung der Kragengeißelzelle begonnen. Dies hätte innerhalb einer Population einfach begeißelter Einzeller aus der Gruppe der Filozoa geschehen müssen. Vermutlich besaßen jene Organismen eine Form von Filopodien, für die der Name „Filodigiti“ vorgeschlagen worden ist. Es handelt sich um fadenartige und stets unverzweigte Zellausläufer, die auf ihrer gesamten Länge die gleiche Dicke aufweisen und sich an den Enden nicht verjüngen. Filopodien kommen bis heute bei vielen Einzellern und bei bestimmten Zelltypen gewisser Vielzeller vor. Auch rezente Choanoflagellaten bilden Filopodien. Solche Zellausläufer erhalten ihre Form durch ein inneres Gerüst aus Mikrofilamenten. Sie bestehen aus zehn bis dreißig parallelen Strängen des Strukturproteins Aktin. Möglicherweise wurden einige Filopodien verkürzt zu Stereovilli. Die Stereovilli wurden ringförmig um die Geißel angeordnet und formten den Kragen der Kragengeißelzelle. So könnten die Urchoanoza die typischen Kragengeißelzellen evolviert haben. Ihre Genome wiesen bereits 16 von insgesamt 29 sogenannter Syntänien auf, die heute als gemeinsames genetisches Erbe unter den Tieren gefunden werden können. Wahrscheinlich lebten die Urchoanozoa sessil und ähnelten heutigen Kragengeißeltierchen aus der Gruppe der Craspedida. Gemäß einer molekularen Uhr könnten sich die Urchoanozoa vor ungefähr 980 Millionen Jahren von den übrigen Filozoa getrennt haben. Die Erde befand sich in der neoproterozoischen Periode des Toniums und der Superkontinent Rodinia begann in kleinere Landmassen zu zerbrechen. Der Sauerstoff-Gehalt der Erdatmosphäre belief sich auf weniger als einem Hundertstel des heutigen Werts.

### Cadherine
Innerhalb der Choanozoa entwickelte sich ein Weg zur Vielzelligkeit. Nach der molekularen Uhr könnte dieses Ereignis vor gut 930 Millionen Jahren stattgefunden haben. Diese Vielzelligkeit basiert entscheidend auf bestimmten Adhäsionsproteine (Proteine, die Kontakte zwischen Zellen vermitteln) aus der Gruppe der Cadherine. Die Eiweiße sind in der Zellmembran verankert und ragen hinaus in den Extrazellularraum. Dort binden sie mit den Cadherinen benachbarter Zellen. Auf diese Weise können vielzellige Verbände entstehen. Die Gene für die Proteinbiosynthese der ersten Cadherine entstanden bei Einzellern aus der Gruppe der Holozoa, noch bevor sich unter ihnen die Urchoanozoa entwickelt hatten – sie wurden beispielsweise auch bei den sphärischen Kolonien von Salpingoeca rosetta gefunden. Mikrofossilien der Gattung Bicellum stellen vermutlich Zellaggregate solcher eigentlich einzellig lebenden Organismen dar. Vor ungefähr einer Milliarde Jahren konnten sie sich mit Hilfe ihrer Cadherine zu vorübergehenden Zell-Zusammenballungen verbinden. Die Evolution der Cadherine schritt weiter voran. Ihre Gene duplizierten, diversifizierten und tauschten Gensequenzen für Proteindomänen mit anderen Genen. Wahrscheinlich kam es auch zu einem horizontalen Gentransfer, zu der Übertragung von genetischem Material, mit Prokaryoten. Es wurde die Gensequenz einer Proteindomäne übertragen, die bei heutigen Bakterien der Gattung Clostridium im Cellulosom vorkommt. Dieser Enzymkomplex bewerkstelligt den enzymatischen Cellulose-Abbau. Die Urchoanoza hatten bereits Cadherine von drei Proteinfamilien entwickelt. Heute werden diese Eiweiße selbst von den einzellig lebenden Choanoflagellaten der Gattung Monosiga synthetisiert. Somit sollten Cadherine ursprünglich nicht zum Zusammenhaften von Zellen gedient, sondern andere Funktionen besessen haben. Das änderte sich, als die ersten klassischen Cadherine evolvierten. Die klassischen Cadherine stellten eine weitere und neue Familie der Cadherine dar. Erst diese neuen Eiweiße gestatteten dauerhafte Zellzusammenhalte und somit Vielzelligkeit. Tatsächlich finden sich heute die Gene der klassischen Cadherine ausschließlich in den Genomen von Tieren. Die Zelladhäsion der klassischen Cadherine ermöglichte die Evolution der vielzelligen Tiere aus Choanoflagellaten.

### Urmetazoa
Vermutlich erfolgte der Übergang von den Kragengeißeltierchen zu den Tieren durch bestimmte Zellkolonien aus der Stammgruppe der Choanoflagellaten, die klassische Cadherine synthetisieren konnten. Durch diese Eiweiße wären die einzelnen Zellen fest miteinander verbunden gewesen. Der Übergang zur Mehr- und schließlich zur Vielzelligkeit wäre gewährleistet gewesen. Er hätte die ersten Tiere hervorgebracht, die „Urmetazoa“ genannt werden. Mit der Evolution der tierischen Vielzelligkeit ging wahrscheinlich die Entwicklung der ersten Kollagene einher. Eine Kollagen-Variante namens Kollagen IV gilt als die evolutionär älteste Form. Von ihr lässt sich auch das nahe verwandte, kollagenähnliche Strukturprotein Spongin ableiten, das in Schwämmen vorkommt.
Wahrscheinlich stellte Vielzelligkeit eine Angepasstheit gegen Fressfeinde dar. Dies konnte in Experimenten belegt werden. Zum Beispiel wurden einzellige Grünalgen der Art Scenedesmus acutus in einem Aquarium gehalten. In ihr Becken wurden dann Wasserflöhe der Gattung Daphnia gesetzt, die sich von den Grünalgen ernährten. Nach mehreren Tagen wurde beobachtet, dass die Grünalgen zunehmend Zellkolonien bildeten. In einem anderen Experiment wurden einzellige Grünalgen der Art Chlamydomonas reinhardtii mit Fressfeinden der Art Paramecium tetraurelia zusammengebracht. Nach fünfzig Wochen hatten sich in zwei von fünf Experimentansätzen dauerhafte und klumpige Verbände mit vielen Chlamydomonas-Zellen formiert. Die Neigung zur Bildung solcher Zellverbände ist vererbbar. Sie nehmen ein größeres Volumen ein und erschweren es somit ihren Fressfeinden, festgehalten und verdaut zu werden.

#### Choanocyten zuerst
Zwei Hypothesen sehen den Beginn der vielzelligen Tiere in Kolonien aus Kragengeißelzellen. Nach diesen Hypothesen hätten die sessilen Organismen extrem einfach gebauten Abschnitten der Wandungen heutiger Schwämme geähnelt. Tatsächlich wird heutzutage vielfach davon ausgegangen, dass die Urmetazoa zu den Schwämmen gehörten.
Nach der ersten Hypothese hätten die fest miteinander verbundenen Zellen eine einzellige Schicht gebildet. Die Zellschicht hätte sich wie die Haut einer Blase um einen flüssigkeitsgefüllten Hohlraum gelegt, dem ersten Mesohyl. Vermutlich hätte die Zellkolonie einem festen Untergrund aufgesessen. Die Verbindung zwischen Zellkolonie und Untergrund hätte die Evolution eines neuen Zelltyps aus spezialisierten Haltezellen forciert haben können, den ersten Pinacocyten. Zusammengenommen hätten solche Organismen einerseits mit Choanocyten und Pinacocyten zwei Zelltypen besessen und andererseits in sich jeweils ein zentrales Mesohyl geborgen.
Gemäß der zweiten und etwas älteren Hypothese begann der Weg zur Vielzelligkeit nicht mit einer sessilen, sondern mit einer kugelförmigen planktischen Zellkolonie aus Stammgruppen-Choanoflagellaten. Die Zellen hätten sich lückenlos einander gelagert. Auf diese Weise hätten sie einen zentralen, flüssigkeitsgefüllten Hohlraum umfasst (ähnlich wie bei Barroeca monosierra). Dieses Stadium der Hohlkugel wird „Choanoblastaea“ genannt. Anschließend wären Zellen aus der Hülle in den zentralen Hohlraum gewandert und zu anderen Zelltypen differenziert. Es hätte sich die „fortgeschrittene Choanoblastaea“ gebildet, eine mit unterschiedlichen Zelltypen ausgefüllte Zellkolonie. Die Zellkolonie hätte sich daraufhin auf den Untergrund gesetzt und wäre sessil geworden.

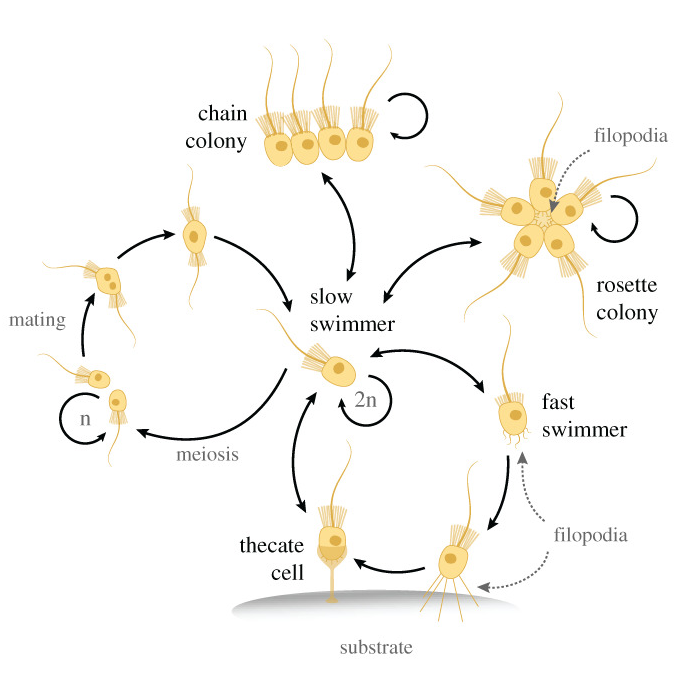
Die Zellen der Art Salpingoeca rosetta kommen in fünf verschiedenen Morphotypen vor.

Die zwei vorgestellten Hypothesen fordern ein Duo entscheidender Schritte für die Evolution von Kragengeißeltierchen zu frühen Schwämmen. Erstens entwickelte sich eine dauerhafte Mehr- bis Vielzelligkeit, die zweitens unterschiedlich differenzierte Zelltypen umfasste. Für beide Schritte wurden Entsprechungen bei heutigen Kragengeißeltierchen entdeckt. Individuen der Art Salpingoeca rosetta aus der Ordnung der Craspedida können zu fünf klar unterscheidbaren Kragengeißelzelltypen (Morphotypen) differenzieren. Es wird auch ein Kragengeißelzelltyp gebildet, der mehr- bis vielzellige und rosettenförmige Zellkolonien ausformt. Der Reiz für die Differenzierung zum Kragengeißelzelltyp der Rosetten-Kolonien besteht aus dem Stoff rosette inducing factor (RIF-1). Bei RIF-1 handelt es sich um ein Sulfonolipid. Es wird von Bakterien der Gattung Algoriphagus sowie nahe verwandten Organismen aus dem Bakterienstamm der Bacteroidetes produziert und möglicherweise ins Wasser abgegeben. Die Bakterien dienen Salpingoeca rosetta als Nahrung. Wahrscheinlich können die Rosetten-Kolonien ein Bakterienvorkommen effektiver verzehren, als dies einer einzelnen Kragengeißelzelle möglich wäre. Von außen betrachtet scheint die Rosetten-Kolonie eine Ähnlichkeit zum embryonalen Morula-Stadium der Tiere zu besitzen. Die Zellen stehen untereinander in Verbindung mit Filopodien und mit Zellplasma-gefüllten Membranschläuchen (Plasmabrücken). Die Plasmabrücken werden durchschnittlich einen dreiviertel Mikrometer lang und verbinden die Zellen der Kolonie in einem unregelmäßigen Netzwerk. Sie könnten zur zeitweiligen Kommunikation zwischen den Zellen dienen. Alternativ könnten die Plasmabrücken auch einfach bestehen bleibende Verbindungen zwischen zwei Tochterzellen darstellen, die aus einer gemeinsamen Zellteilung hervorgegangen sind. Die Zellen der Rosetten-Kolonien besitzen einige Ähnlichkeiten zu amöboiden Zellen. So stülpen sie um die acht Scheinfüßchen aus, ihre Zellleiber zeigen gelegentlich unregelmäßige Vorwölbungen und jede Zelle birgt in ihrem Zellleib etwa fünf Makropinosomen. Die Zellen einer Kolonie unterscheiden sich untereinander auffällig in der Größe, die Volumina ihrer Zellleiber schwanken ungefähr zwischen zehn und vierzig Kubikmikrometern. Außerdem können innerhalb der Rosetten-Kolonien zwei besondere längliche Zelltypen gefunden werden, deren Zellleiber an Karotten und an Chili-Schoten erinnern. Vielleicht können derlei Unterschiede in den Zellgestalten als Ansätze von Zelldifferenzierungen interpretiert werden. Der durchschnittliche Durchmesser einer Rosetten-Kolonie von Salpingoeca rosetta beträgt zehn Mikrometer. Ausnahmen können bis zu dreißig Mikrometer erreichen. Demhingegen besitzen die viel größeren Rosetten-Kolonien der nahe verwandten Art Barroeca monosierra mittlere Durchmesser von fünfundzwanzig Mikrometern. Ein paar Exemplare können sogar auf bis zu einhundertzwanzig Mikrometer anwachsen.

#### Archaeocyten zuerst
Einzelne Kragengeißelzellen der Art Salpingoeca rosetta können ihre äußere Zellgestalt grundlegend verändern (Transdifferenzierung). Die Gestaltveränderung erfolgt auf reversible Weise, sie kann also auch wieder rückgängig gemacht werden. Meistens innerhalb weniger Minuten werden die Kränze aus Stereovilli und die Geißeln in die Zellleiber zurückgezogen und abgebaut. Die Zellen verlieren ihre rundlichen Gestalten. Sie wandeln sich zu amöboiden Zellen. Die Umwandlungen finden statt, wenn die Kragengeißeltierchen räumlich stark beengt werden. Ihre zweite Gestalt befähigt sie zu amöboiden Bewegungen, mit denen sie aus den Beengungen kriechen können. Transdifferenzierungen zu amöboiden Zellen wurden noch an fünf weiteren Kragengeißeltierchen-Arten beobachtet.

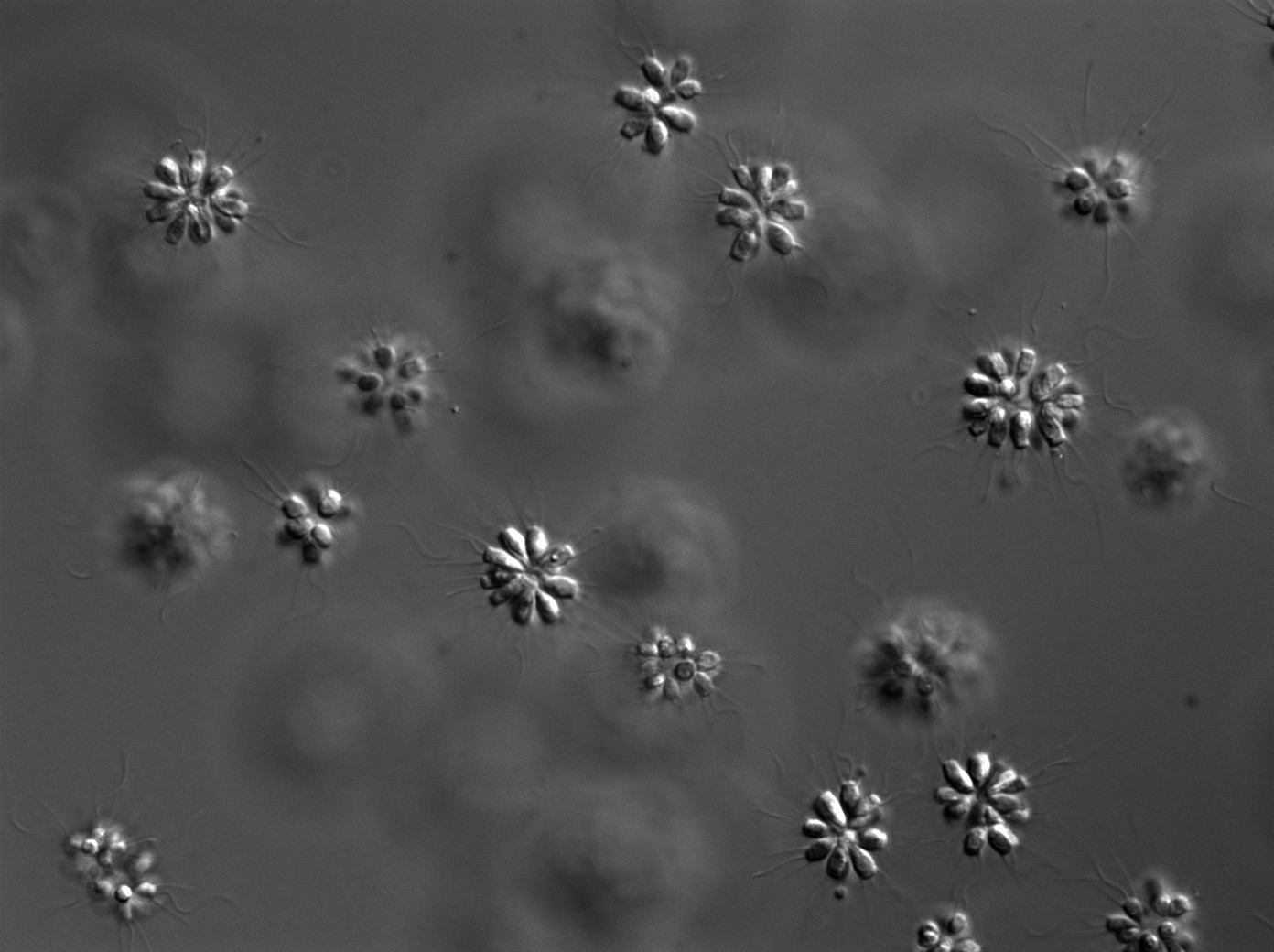
Rosetten-Kolonien der Art Salpingoeca rosetta.

Auf der einen Seite differenzieren rezente Choanoflagellaten zu wenigen unterschiedlichen Kragengeißelzelltypen. Die Kragengeißelzellen transdifferenzieren zu amöboiden Zellen. Die amöboiden Zellen transdifferenzieren wieder zu Kragengeißelzellen. Auf der anderen Seite besitzen heutige Schwämme wenige unterschiedliche Schwammzelltypen. Zu den Schwammzelltypen gehören die amöboiden Archaeocyten. Die Archaeocyten differenzieren zu den übrigen Schwammzelltypen. Zu den übrigen Schwammzelltypen gehören auch Kragengeißelzellen. Diese Kragengeißelzellen transdifferenzieren wieder zu Archaeocyten. Das Muster der exprimierten Gene in den Archaeocyten der Schwämme ähnelt sehr jenem Muster, das in den Kragengeißelzellen der Kragengeißeltierchen vorliegt. Andererseits unterscheiden sich die Genexpressionsmuster von Kragengeißeltierchen-Kragengeißelzellen und Schwamm-Kragengeißelzellen in viel stärkerem Maße voneinander.
Die Beobachtungen zu den Transdifferenzierungen führten zu einer weiteren Hypothese bezüglich der Urmetazoa: Sie hätten nicht als Kragengeißelzellkolonien begonnen. Stattdessen wären ihre Körper aus Verbänden eines Zelltyps aufgebaut gewesen, der sich in weitere Zelltypen transdifferenzieren konnte – wie es in ähnlicher Weise heute anhand der Archaeocyten nachvollzogen werden kann. Als einer jener weiteren Zelltypen hätten sich dann wieder Kragengeißelzellen etabliert. Aus dieser Hypothese würde allerdings auch folgen, dass die Kragengeißelzellen der Choanoflagellata und die Choanozyten der Schwämme miteinander nicht direkt homolog wären.

## Frühe Fossilien
Ein Mangel an Fossilien erschwert die Rekonstruktion der Stammesgeschichte der Choanozoa für hunderte Millionen Jahre. Zwar wurde eine Reihe möglicher Tier-Fossilien beschrieben, aber keiner dieser vermeintlichen Schwämme konnte allgemein überzeugen. Als erste weniger umstrittene Belege der Choanozoa erweisen sich Versteinerungen von Schwämmen und anderen Tieren, die aus den letzten Jahrmillionen kurz vor Anbruch des Phanerozoikums kommen.

### Tonium

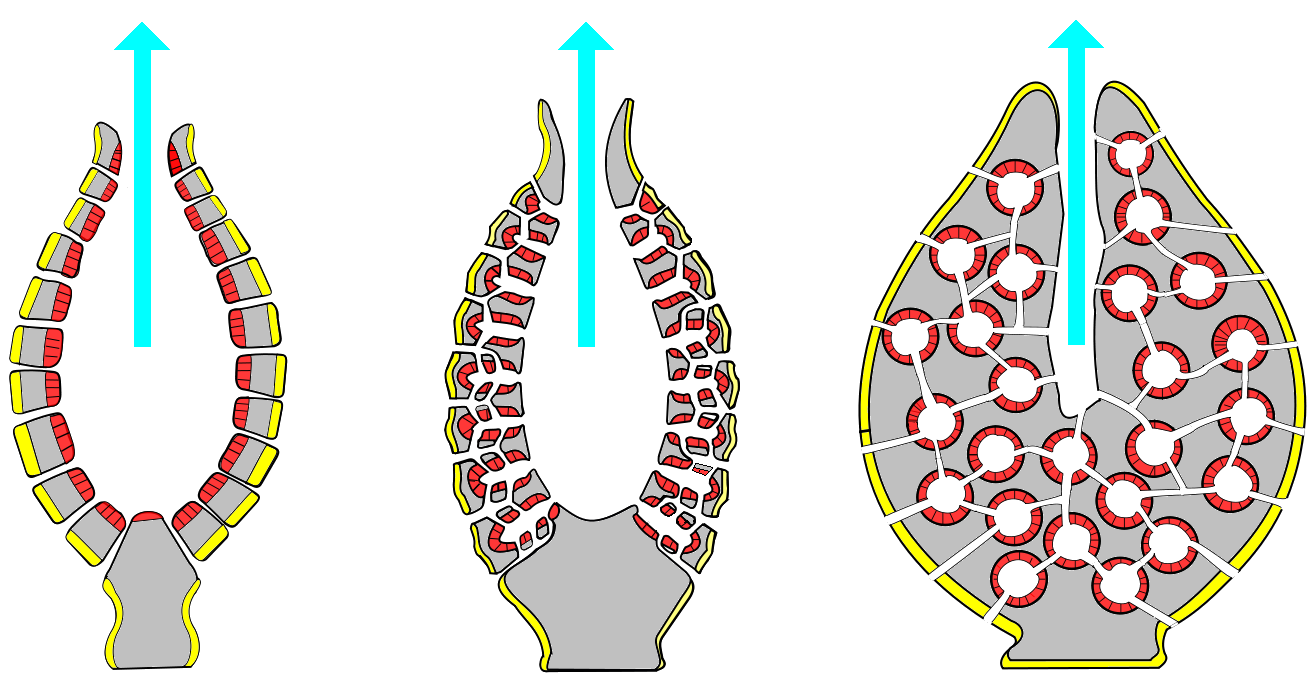
Baupläne der rezenten Schwämme mit ihren Suboscularräumen unter den zentralen Ausstromöffnungen (Oscula).
Gelb: Pinacocyten.
Rot: Choanocyten.
Grau: Mesohyl.
Blauer Pfeil: Wasserausstrom durch das Osculum.

Im Gegensatz zu jenen hypothetischen Urmetazoa besitzen voll entwickelte Schwämme komplexere Baupläne. Sie verfügen über ein paar Zelltypen mehr. Ihre Körper erreichen makroskopische Ausmaße und werden häufig (wenn auch nicht immer) gestützt von einem Gerüst aus harten Skelettnadeln, den Schwammspicula. In ihren dünnen Außenwänden befinden sich kleine Poren, die Ostia. Durch sie strömt Wasser ein. Es gelangt danach in den kelchartigen, zentralen Suboscularraum und wird anschließend durch das mittig oben gelegene Osculum wieder ausgestoßen. Möglicherweise könnten Reste einer frühen Form dieses Bauplans fossil erhalten geblieben sein. Die ältesten stammen aus der Erdzeitperiode des Toniums.

#### Vermiforme Mikrostrukturen
In der Stone-Knife-Formation (Nordwest-Kanada) wurden fossile Stromatolithen gefunden, die von Cyanobakterien aufgebaut worden waren. Das Alter dieser Flachwasserstrukturen wurde auf ungefähr 890 Millionen Jahre datiert. Unmittelbar auf und neben den Stromatolithen und an ihren Seiten wurden sogenannte vermiforme Mikrostrukturen entdeckt. Es handelt sich um kalkige Spuren von unregelmäßigen Netzen aus winzigen Röhren, die jeweils einige Millimeter bis wenige Zentimeter Länge erreichten. Die vermiformen Mikrostrukturen wurden möglicherweise von keratosen („hornigen“) Hornkieselschwämmen (Demospongiae) hinterlassen. Es waren Schwämme, die kein stützendes Gerüst aus harten Schwammspicula aufbauten, sondern einzig aus dem Strukturprotein Spongin. Keratose Hornkieselschwämme kommen noch in heutigen Meeren vor, auch wenn sie erheblich größere Körpermaße erreichen. Der gewöhnliche Badeschwamm (Spongia officinalis) gehört zu ihnen. Vermutlich beschränkte sich das Areal jener sehr frühen Schwämme auf das flache Wasser in größter Nähe zu den Stromatolithen, weil dort die Cyanobakterien durch ihre oxygene (Sauerstoff-freisetzende) Photosynthese überlebenswichtiges Sauerstoffgas (O2) bereitstellten. Während alle anderen Zonen der Meere noch so gut wie sauerstofffrei waren, konnten die Schwämme mit den hiesigen, wenn auch immer noch sehr geringen Sauerstoffkonzentrationen überleben. Vermutlich nutzten diese Tiere bereits einen Hämocyanin-Farbstoff, um den Sauerstoff besser zwischen ihren Zellen zu verteilen.

#### Otavia
Noch weitere Frühformen des Schwamm-Bauplans könnten fossil erhalten geblieben sein und besitzen ein Alter von knapp 760 Millionen Jahren. Sie wurden in marinen Flachwasser-Sedimentgesteinen Namibias gefunden und erhielten den Gattungsnamen Otavia. Die winzigen Fossilien wurden höchstens fünf Millimeter lang und besitzen entfernt ei- oder kugelförmige Gestalt. Ihre dünnen Wände sind durch viele winzige Öffnungen durchlöchert, die als Ostia interpretiert wurden. Dazu treten mehrere größere Aussparungen, die als Oscula angesehen werden könnten. Insgesamt jedoch scheint es nicht unbedingt naheliegend, Otavia als frühen Schwamm zu deuten. Vielleicht handelt es sich bloß um Körner aus Calciumphosphat, die von Sand aufgeraut, durchlöchert und ausgehöhlt worden sind.

### Cryogenium
Während der Existenzphase von Otavia wechselte die Erde in die Periode des Cryogeniums. Vor rund 717 Millionen Jahren setzte die Sturtische Eiszeit ein, die in wenigen tausend bis einigen zehntausend Jahren den Planeten fast vollständig mit Eis überzog. Sie dauerte um die 58 Millionen Jahre und endete vor ungefähr 659 Millionen Jahren. Etwa 13 Millionen Jahre später folgte nochmals die Marinoische Eiszeit, die für 10 Millionen weitere Jahre in ähnlicher Weise fast die gesamte Erde unter Eis verschwinden ließ. Die Schwämme mussten sich an die extremen Umweltbedingungen anpassen. Zwar hatte sich kurz vor Beginn der Cryogeniums in den Ozeanen eine dünne oberflächennahe Schicht mit leicht oxygeniertem Wasser etabliert, in der also etwas Sauerstoff gelöst war. Doch im Dunkel unter den mächtigen geschlossenen Eisdecken verbrauchten die Organismen schnell das spärliche Gas, so dass bald größte Sauerstoffarmut herrschte. Vielleicht überlebten die Schwämme am unteren Ende von Gletscherspalten, die bis zum Meerwasser hinabreichten, oder sie beschränkten ihre Areale auf jene kleinräumigen Zonen in Äquatornähe, die möglicherweise eisfrei blieben. Zum Zeitpunkt des Einsetzens der Sturtischen Eiszeit war der atmosphärische Sauerstoffgehalt nämlich schon auf etwa 1 % des heutigen Werts gestiegen und überall dort, wo die Luft mit dem Meerwasser in Verbindung trat, hätte sich Sauerstoffgas in den Wassern lösen können.

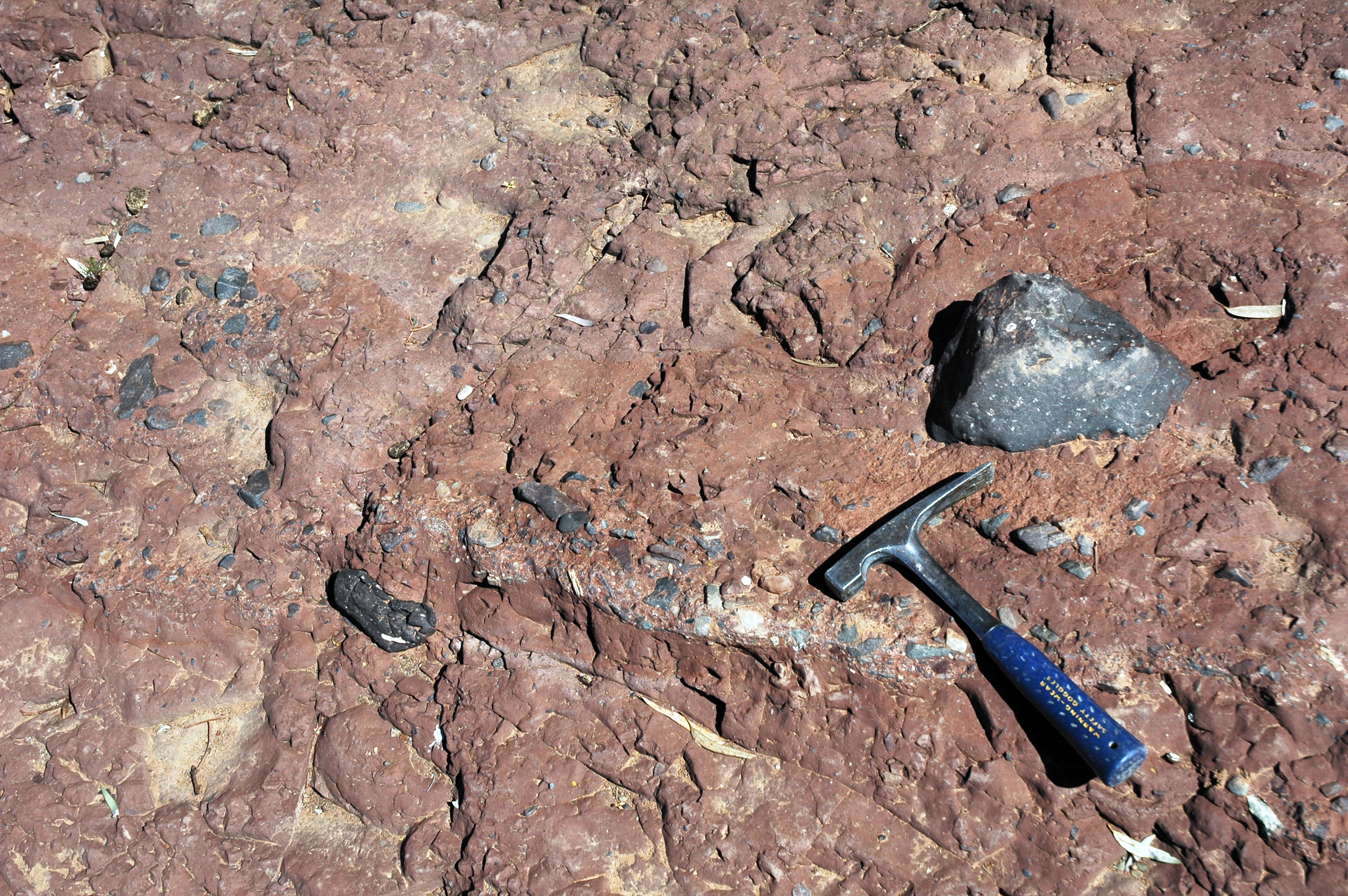
Gletscherablagerungen (Tillit) der Marinoischen Eiszeit aus Periode des Cryogeniums in der Flinderskette (Südaustralien).

Weiterhin aber verwitterten die Gesteine von jenen Vulkanen und Gebirgen, die das Eis durchstießen. Es entstanden Stäube, die von Winden erfasst und auf den Oberseiten der Gletscher abgelagert wurden. Solche mineralischen Stäube waren reich an Nährsalzen. Die Salze wurden in Flüssigwasser gelöst, wenn sich im Sommer flache Schmelzwasserseen auf den Gletschern bildeten. Wahrscheinlich gediehen vor allem Cyanobakterien in diesen flachen und nährsalzreichen Gewässern. Die Bakterien betrieben oxygene Photosynthese, wenn genügend Sonnenlicht durch die staubreiche Luft zu ihnen drang. Die oxygene Photosynthese reicherte die erdnahe Luft weiter mit Sauerstoffgas an, so dass gegen Ende der Sturtischen Eiszeit die Luftsauerstoff-Konzentration möglicherweise etwas mehr als ein Hundertstel ihres heutigen Werts betrug. Ein Anteil des Sauerstoffs gelangte auch unter das Eis ins Meer: Die Stellen, an denen sich Schelfeis vom Meeresboden abhebt und auf dem Wasser zu schwimmen beginnt, heißen Aufsetzlinien. Auch während der Eiszeiten des Cryogeniums traten an den Aufsetzlinien wahrscheinlich Schmelzwässer von den Unterseiten der Gletscher aus. In solchen subglazialen Schmelzwässern befand sich etwas Sauerstoff. Der Sauerstoff stammte aus Luftblasen, die vormals im Gletschereis eingeschlossen worden waren und nun in den aufgeschmolzenen Wässern gelöst wurden. Die subglazialen Schmelzwässer vermischten sich an den Aufsetzlinien mit dem Meerwasser. Somit wurde es mit Sauerstoff angereichert. Mit Hilfe dieser Schmelzwasser-Sauerstoff-Pumpe entstanden unter dem schwimmenden Eis vor den Aufsetzlinien leicht oxygenierte Wasserkörper. Auf Streifen von wenigen hundert Metern Breite hätten sich Schwämme und andere benthische aerobe Organismen ansiedeln können. Jenseits davon griffen oxygenierte Wasserschwaden hinaus, die sich zunehmend in Richtung Eisdeckenunterseite verjüngten, bis sie ungefähr zweitausend Meter vor den Aufsetzlinien endeten. In diesen Wasserschwaden hätten pelagische aerobe Lebensformen überleben können.

#### Überleben im Cryogenium
Die Umwelt des Cryogeniums wirkte mit sehr harschen abiotischen Selektionsfaktoren auf die Schwämme. Ein gewisser Teil der damals evolvierten Überlebensfähigkeit könnte bis heute weiter vererbt worden sein. Rezent bilden die Dauerstadien (Gemmulae) des Süßwasserschwamms Ephydatia muelleri selbst dann neue Schwammkörper, wenn sie 112 Tage unter sauerstofffreien (anoxischen) Bedingungen aufbewahrt worden sind. Der kriechende Meeresschwamm Tethya wilhelma vollführt seine regelmäßigen Ganzkörper-Kontraktionen mit üblichen Wiederholungsraten noch bei 4 % der heutigen atmosphären Sauerstoffkonzentration. Auch bei 0,25 % ändert er nicht die Ableseraten seiner Gene. Weiterhin überstehen mehr als 80 % der Gemmulae des Süßwasserschwamms Eunapius fragilis eine einstündige Abkühlung auf −70 °C. Darüber hinaus wurde im Jahr 2016 auf dem antarktischen Filchner-Ronne-Schelfeis ein Loch durch 872 Meter dickes Eis gebohrt. An der Bohrstelle ragte die Oberseite des Schelfeises 111 Meter über den Meeresspiegel. Mit Hilfe einer Tauchkamera wurden die darunter liegenden 472 Meter freier Wassersäule überwunden und der Meeresgrund erreicht. Dort wuchsen an den Seiten eines Felsblocks ein gestielter Schwamm und fünfzehn ungestielte Schwämme, alle von jeweils einigen Zentimetern Größe. Die Schwämme lebten in völliger Dunkelheit in einer Meerestiefe von insgesamt 1.233 Metern (1.344 Meter unter der Schelfeisoberfläche) sowie in einer Entfernung von 260 Kilometern vom Schelfeisrand und bei einer Wassertemperatur von −2,2 °C.

#### Steroid-Biomarker
Die ältesten chemischen Fossilien von Schwämmen könnten aus einem jüngeren Abschnitt des Cryogeniums stammen. Sie könnten in zwei Biomarkern aus der Gruppe der Steroide gesehen werden, die 24-Isopropylcholestan und 26-Methylstigmastan heißen. Die Moleküle wurden in Gesteinen und Erdöl aus Oman gefunden. Heute werden sie ausschließlich von Schwämmen produziert. Die Biomarker könnten darauf hindeuten, dass Schwämme vor mindestens 635 Millionen Jahren tatsächlich existierten. Jedoch könnten die Stoffe auch von anderen Organismen herrühren. Einzeller aus der Gruppe der Rhizarien stellen Vorgänger beider Moleküle her, gleiches gilt für Grünalgen. Die Vorgängermoleküle hätten anschließend durch geochemische Prozesse verändert werden können, so dass sie heute als 24-Isopropylcholestan und 26-Methylstigmastan vorliegen.

### Ediacarium

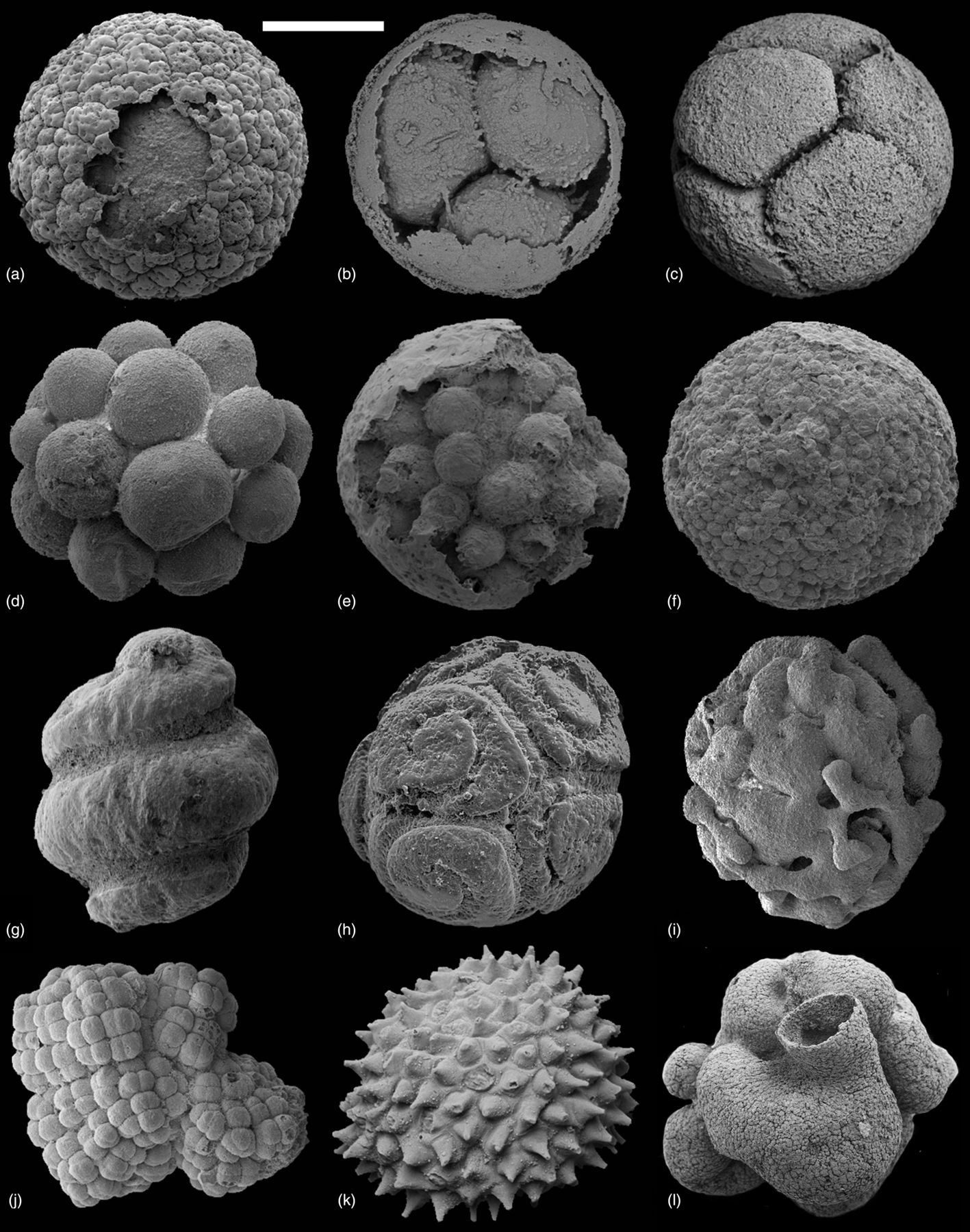
Mikrofossilien der Weng'an Biota.

Wahrscheinlich ragten während des gesamten Cryogeniums Vulkane durch die Eisdecken. Sie reicherten die Erdatmosphäre über mehrere Jahrmillionen allmählich mit Kohlendioxid an. Das Gas erreichte das Mehrhundertfache seiner heutigen atmosphärischen Konzentration und steigerte den natürlichen Treibhauseffekt beträchtlich. Auf diese Weise wurden schließlich die Vereisungen beendet. Die Erde ging in eine ausgeprägte Warmphase über. Das Eis schmolz, der erdweite Meeresspiegel stieg um bis zu 500 Meter. Es begann die Erdzeitperiode des Ediacariums.

#### Weng'an Biota
Die sehr feinkörnigen Phosphoriten der Doushantuo-Formation (Südwest-China) enthalten die Weng'an Biota. Die Mikrofossilien besitzen wahrscheinlich ein Alter von etwas mehr als 609 Millionen Jahren und wurden als Eier oder frühe Embryonen von Tieren interpretiert. Allerdings könnten sie genauso Überreste von Algenzysten darstellen oder auch von sehr großen Schwefelbakterien stammen, die der rezenten Gattung Thiomargarita ähnelten. Dennoch scheinen zumindest die Weng'an-Biota-Fossilien der Gattungen Tianzhushania, Spiralicellula und Megasphaera größere Ähnlichkeiten mit frühen Tierembryonen zu besitzen. Die Kriterien, mit denen die drei Gattungen zu Tierembryonen erklärt worden waren, wurden trotzdem als nicht stichhaltig zurückgewiesen. Andererseits scheinen bei Megasphaera sogar mehrere Stadien unterscheidbar zu sein, die an Vorgänge während der frühen embryonalen Entwicklung von Tieren erinnern. Ähnliches gilt für die Mikrofossilien der Gattungen Caveasphaera, Helicoforamina und Ostiosphaera.

#### Eocyathispongia
Aus den Gesteinen der Doushantuo-Formation könnten weitere Spuren früher Schwämme geborgen worden sein. Dort wurde in 600 Millionen Jahre alten marinen Flachwasser-Sedimentgesteinen ein einziges und winziges Exemplar der Gattung Eocyathispongia gefunden. Das Fossil besitzt ein Volumen von etwa drei Kubikmillimetern und zeigt eine knotenhaft-kugelförmige Gestalt. Sein Inneres besteht aus drei Kammern, die jeweils durch eine Öffnung mit dem umgebenden Wasser verbunden waren. Die Öffnungen wurden als Oscula gedeutet. Eocyathispongia bestand aus hunderttausenden Zellen. Die Wände der drei Kammern waren aus mehreren Zellschichten aufgebaut. Im Inneren des Fossils wurden Felder aus hunderten dicht aneinandergereihter, winziger topfartiger Waben entdeckt. Dort könnten möglicherweise Choanocyten aufgereiht gewesen sein. Von diesen Zellen fehlt ansonsten aber jede Spur. Die Schwamm-Zugehörigkeit des Fossils kann auf mehreren Wegen bezweifelt werden. Das Fossil besitzt weder Ostia noch Schwammspicula. Es ähnelt auch in seiner äußeren Gestalt keinem sonst bekannten Schwamm. Außerdem könnten die inneren Oberflächen von Eocyathispongia zu klein für die Ernährung des Gesamtorganismus gewesen sein. Die dort vermeintlich sitzenden Choanocyten hätten vielleicht nicht genügend Nahrungspartikel abfiltrieren können, um sämtliche Zellen des Körpers ausreichend zu versorgen.

#### Schwammspicula
Darüber hinaus könnten in der Doushantuo-Formation noch fossile Schwammspicula liegen. Das Alter ihres Fundorts wird auf 580 Millionen Jahre geschätzt. Auch hier ist umstritten, ob es sich wirklich um Überreste von Schwämmen handelt. Die fossilen Partikel könnten ebenso fossile Fragmente von Strahlentierchen (Radiolaria) darstellen. Möglicherweise haben die verschiedenen Linien der Schwämme erst vierzig Millionen Jahre später und unabhängig voneinander begonnen, härtende Biomineralisationen ihrer Spicula zu evolvieren.

#### Helicolocellus
Aus einer etwa 550 Millionen Jahre alten Gesteinsschicht der Dengying-Formation (Süd-China) ist ein Fossil bekannt geworden, das den Namen Helicolocellus cantori bekam. Das sessil lebende und rund 40 Zentimeter hohe Tier ähnelte auffällig einem Glasschwamm (Hexactinellida), besaß aber noch kein Skelett aus Hartteilen. Helicolocellus könnte als bisher ältester Beleg für das unzweifelhafte Vorhandensein von Schwämmen gelten.

#### Tabulata und Haootia
Gemäß der molekularen Uhr könnten schon vor etwa 920 Millionen Jahren aus der Stammgruppe der Schwämme die übrigen Tiere hervorgegangen sein. Vielleicht besaß der letzte gemeinsame Vorfahre aller übrigen Tiere ein scheibenförmiges Aussehen („Placula“) oder er ähnelte einer Hohlkugel („Gastraea“). In beiden Fällen soll dieser winzige Organismus aus zwei Zellschichten bestanden haben. Außerdem verschwand in dieser neuen Entwicklungslinie der Zelltyp der Kragengeißelzellen. Zur Weng'an Biota gehören auch eine Reihe feiner fossiler Röhren, die als Spuren einer Gruppe der übrigen Tiere gedeutet wurden. Sie sollten von Nesseltieren aus der Klasse der Blumentiere (Anthozoa) herrühren, nämlich aus der ausgestorbenen Gruppe der Tabulata. Jedoch könnten die Röhren ebenso zum Beispiel von Algenfäden hinterlassen worden sein.
Im unteren Abschnitt der Gesteine der Fermeuse-Formation (Neufundland) wurde das Fossil Haootia quadriformis gefunden. Sein Alter wird auf ungefähr 560 Millionen Jahre geschätzt. Der Abdruck dieser wahrscheinlich sessilen Lebensform weist feine Linienmuster auf, die wie gebündelte Gewebebündel aussehen und stark an Muskelfasern erinnern. Möglicherweise glich Haootia in seinem Körperbau heutigen Stielquallen (Staurozoa). Demzufolge könnte jene Lebensform zu den Nesseltieren gehört haben.

#### Dickinsonia und Andere

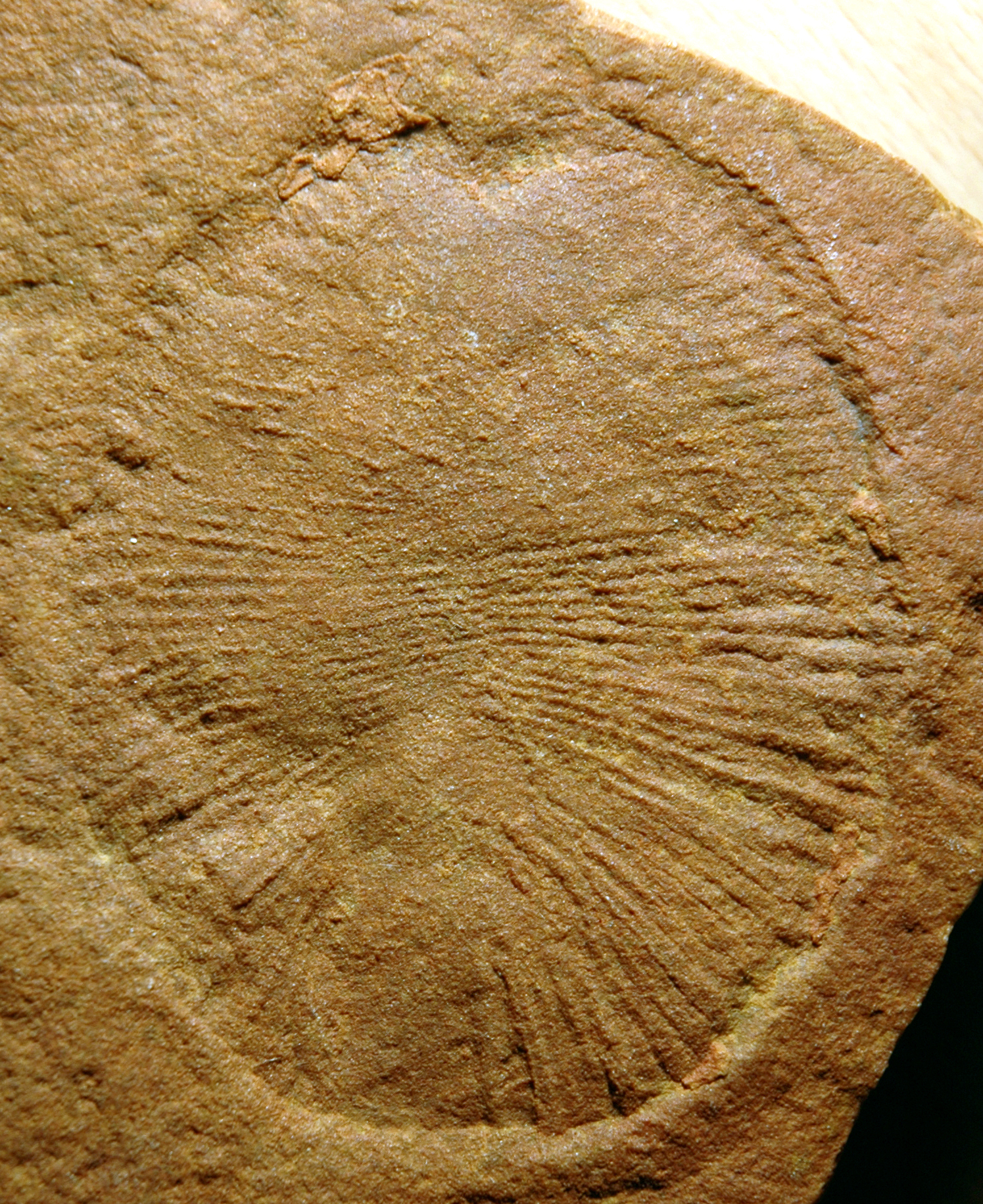
Dickinsonia gehört zu den ältesten Fossilien vermutlicher Choanozoa.

Südaustralische Gesteine mit einem Alter zwischen 571 und 539 Millionen Jahren enthalten Abdrücke einer winzigen und gedrungen wurmförmigen Lebensform, die möglicherweise zu den Tieren gehörte, genauer gesagt zu den Zweiseitentieren (Bilateria). Sie erhielt den Gattungsnamen Ikaria. Aus dem gleichen zeitlichen Horizont stammen die vermutlichen Zweiseitentiere Spriggina und Kimberella mit etwa 555 Millionen Jahren, sowie die mögliche Stammgruppen-Rippenqualle (Ctenophora) Eoandromeda mit 551 Millionen Jahren. Ähnliche Alter besitzen der wahrscheinlich röhrenbewohnende Wurm Cloudina und der segmentierte Wurm Yilingia. Dazu tritt noch ein mögliches Lophotrochozoon namens Namacalathus aus 547 Millionen Jahre alten namibischen Gesteinen. Auch andere Vertreter dieser Ediacara-Fauna wurden verschiedentlich als Tiere vorgeschlagen, wie zum Beispiel die Gattung Dickinsonia. Dass letztere ein Tier war, könnte durch bestimmte Steroide belegt worden sein. Die Moleküle wurden im Fossil gefunden und gelten in der Regel als Biomarker für Tiere. Möglicherweise stellte Dickinsonia eine Gattung besonders großer Plattentiere (Placozoa) dar.

### Kambrium
Das Ediacarium neigte sich dem Ende entgegen. Auf der Südhalbkugel verbanden sich Landmassen zum Großkontinent Gondwana. Die Berge des Transgondwanan Supermountain wurden angehoben, einer Bergkette von mehr als achttausend Kilometern Länge und gemeinhin mehr als eintausend Kilometern Breite. Zudem brachen viele Vulkane aus. Sie reicherten den Erdatmosphäre mit dem Treibhausgas Kohlendioxid an. Die globale Durchschnittstemperatur stieg. Die Ozeane durchliefen eine Phase großer Sauerstoffarmut, der 80 % der Ediacara-Fauna zum Opfer fielen. Doch unter den wärmeren Klimabedingungen beschleunigte sich die Verwitterung der subaerischen Gesteinsmassen, die gerade wegen des Supergebirges in sehr großem Umfang vorhanden waren. Die Minerale der Gesteine wurden von Gewässern gelöst und gelangten ins Meer. Dort wirkten sie als Dünger des Algenwachstums. Die somit vermehrte oxygene Photosynthese war wahrscheinlich hauptverantwortlich für den Anstieg des Sauerstoffgehalts. Zudem könnte eine außergewöhnliche Schwäche des Erdmagnetfelds ebenfalls dazu beigetragen haben. Vor 541 Millionen Jahren wechselte dann die Erde in die Erdzeitperiode des Kambriums. Vermutlich erwies sich der erhöhte Sauerstoffgehalt als einer der Hauptgründe für die nun einsetzende kambrische Explosion. Die Tiere bildeten fortan Hartsubstanzen in ihren Stützgeweben und für Schalen und Gehäuse. Dadurch begünstigten sie ihre Fossilisation. Deshalb sind Fossilien der Choanozoa seit dem Kambrium in großer Menge und Vielfalt vorhanden. Auch die ersten unbestrittenen Schwammspicula lagerten sich während des Übergangs zum Kambrium ab.